# Theodore Robert Dudley
Theodore (`Ted') Robert Dudley  ( 1936 - 1994 ) fue un botánico estadounidense. Trabajó desde 1966 en el "Arboretum Arnold" en la Universidad Harvard.
Una parte de sus colecciones botánicas se hallan en el Herbario de la Universidad de Reading, recolectando en isla Grande, bahía del Buen Suceso; Bahía Valentine, isla de los Estados, bahía Crossley; bahía Finders, Pto. Cook; Pto. San Juan; Pto. Roca, Pto. Vancouver, Pto. Celilar; bahía Alejandro; bahía Capitán Canepa; bahía Franklin; isla Observatorio; isla Alférez Goffre. También visitó Turquía, Grecia, Perú, Corea, China.
Falleció prematuramente de un tumor de cerebro.
- La abreviatura «T.R.Dudley» se emplea para indicar a Theodore Robert Dudley como autoridad en la descripción y clasificación científica de los vegetales.[2]